# المعيار الفيدرالي المتعلق بتصنيف نظافة الهواء
المعيار الفيدرالي المتعلق بتصنيف نظافة الهواء (مُختصر: FED-STD-209 E) كان معيارًا فيدراليًا يتعلق بتخصيص نظافة الهواء، وهو مخصص أساسًا لِعدة بيئات مثل غرف الأبحاث. استند المعيار في تصنيفاته إلى قياس الجسيمات المحمولة جوًا في الهواء.

## إلغاء
تم إلغاء المعيار في 29 نوفمبر 2001 من قِبَل إدارة الخدمات العامة الأمريكية (GSA). وقد تَمَّ استبدال الوثيقة بالمعايير المكتوبة لـ المنظمة الدولية للتوحيد القياسي (ISO).